# Банел (Флорида)
Банел (енгл. Bunnell) град је у америчкој савезној држави Флорида. По попису становништва из 2010. у њему је живело 2.676 становника.

## Демографија
Према попису становништва из 2010. у граду је живело 2.676 становника, што је 554 (26,1%) становника више него 2000. године.
| Група             | 2000.         | 2010.         |
| Белци             | 1.310 (61,7%) | 1.602 (59,9%) |
| Афроамериканци    | 691 (32,6%)   | 854 (31,9%)   |
| Азијати           | 20 (0,9%)     | 7 (0,3%)      |
| Хиспаноамериканци | 77 (3,6%)     | 145 (5,4%)    |
| Укупно            | 2.122         | 2.676         |